# Франсуа Малаваль
Франсуа Малаваль (фр. François Malaval; 17 декабря 1627, Марсель — 15 мая 1719, там же) — французский мистик-квиетист.

## Биография
Франсуа Малаваль — сын Джехана Малаваля, судовладельца, консула города. Ослеп в девять месяцев в результате несчастного случая. Однако, это не помешало ему изучать теологию и каноническое право в Марселе, а затем получить докторскую степень по богословию в Сорбонне.
В 1670 году он опубликовал книгу под названием «Лёгкая практика возведения души к созерцанию», за что был обвинен в квиетизме.
В конце жизни Франсуа Мелаваль посвятил себя благотворительной деятельности и сочинительству духовных стихотворений. Также стал одним из основателей Марсельской академии в 1715 году. Умер четыре года спустя, весной 1719 года, после короткой болезни. Народ Марселя организовал триумфальные похороны для того, кого они считают святым.